# コーディー・ロンゴ
コーディー・ロンゴ（Cody Longo, 1988年3月4日 - 2023年2月8日）は、アメリカ合衆国の俳優である。

## 人物
2023年2月8日、テキサス州オースティンの自宅で亡くなっているのが発見された。34歳没。

## 出演作品

### テレビ
- CSI:ニューヨーク（タイラー）
- 跳べ!ロックガールズ ～メダルへの誓い
- Fame フェーム

### 映画
- ギャング・イン・L.A.
- ピラニア3D（トッド）